# Chase Tower (Rochester)
La Chase Tower, nota anche come Lincoln First Bank (prima del 1996), è un grattacielo situato a Rochester (New York).

## Caratteristiche
È il terzo grattacielo più alto di Rochester, con un'altezza di 119 metri, preceduto dalla Xerox Tower (135 m) e dal Bausch & Lomb Place (122 m). Ha 27 piani ed è stato costruito nel 1973. L'architetto responsabile per la progettazione l'edificio fu John Graham. Essa funge da sede principale della JPMorgan Chase. L'edificio è unico per le sue pinne verticali bianche e uno dei pochi che si incurva verso l'esterno alla base (come il Solow Building di New York).